# Bonnie și Clyde

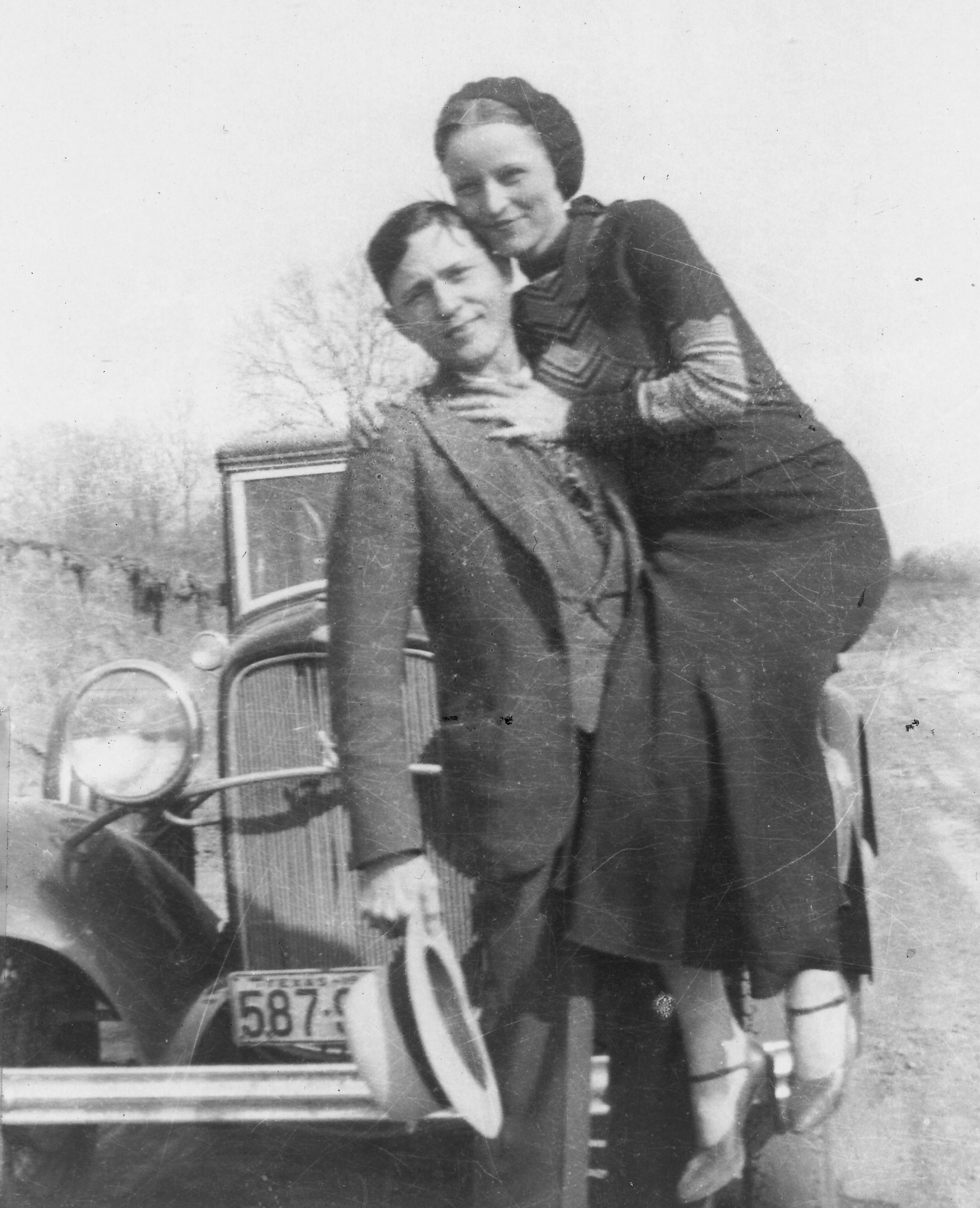
Bonnie și Clyde

Bonie Elizabeth Parker (1 octombrie 1910 – 23 mai 1934) și Clyde Chestnut Barrow (24 martie 1909 – 23 mai 1934) au fost doi răufăcători (tâlhari, hoți și asasini) din SUA în timpul Marii crize economice. Bonie și Clyde au captat atenția presei americane și au fost considerați inamici publici între anii 1931 și 1934. Chiar dacă erau renumiți pentru jefuirea unor bănci, Clyde Barrow prefera să tâlhărească magazine mici și benzinării. Aceștia au fost uciși în mai 1934, în timpul unei ambuscade a ofițerilor de drept în apropierea orașului Gibsland, Bienville Parish, Louisiana.
Portretul lui Bonnie și Clyde realizat în presă se afla uneori în contradicție cu realitatea vieții lor pe drum, în special cel al lui Parker. Poza lui Parker fumând o țigară a fost găsită într-o rolă de negative pe care poliția a găsit-o într-o ascunzătoare abandonată, devenind publică la nivel național. Potrivit istoricului Jeff Guinn, fotografiile găsite la ascunzătoare au condus la glamourizarea lui Bonnie Parker și crearea miturilor despre gașcă.
Notabilitatea lor în folclorul pop american a crescut prin intermediul filmului lui Arthur Penn din 1967 numit Bonnie și Clyde.

## Bonnie Parker
Bonnie Elizabeth Parker s-a născut pe 1 octombrie, 1910, în Rowena, Texas, părinții săi fiind Emma și Charles Parker.  La 4 ani, tatăl lui Parker a murit și împreună cu mama sa, s-au mutat într-o suburbie săracă din Dallas, cunoscută sub numele de Cement City, pentru a locui cu bunicii lui Bonnie.  În tinerețe, a fost cunoscută ca fiind o persoană amabilă, o studentă de onoare și scriitoare de poezie. 
În 1926, s-a căsătorit cu dragostea sa din liceu, Roy Thornton, și în ciuda arestului acestuia și a căsătoriei stâncoase și uneori abuzive, au rămas căsătoriți până la moartea ei.  Thornton era încă în închisoare când a aflat de moartea lui Parker și a declarat "mă bucur că au sfârșit așa cum trebuia. Este mult mai bine decât să fi fost prinși."  Pentru a se întreține, a fost chelneriță la cafeneaua lui Marco, unde s-a împrietenit cu Ted Hinton. 
În 1930, când era șomer, l-a cunoscut pe Clyde Barrow, urmând să ajute un prieten comun.  Arestat la scurt timp, Parker a introdus o armă în interiorul închisorii pentru a-l ajuta să evadeze.  Doi ani mai târziu, Barrow a fost reținut și eliberat din nou, Parker decizând în cele din urmă să i se alăture ca parteneră.  Înainte de moartea ei, Parker a trimis reporterilor scandaloasa poveste a lui Bonnie & Clyde. 

## Clyde Barrow
Clyde Chestnut Barrow  s-a născut în 1909, într-o familie săracă în Ellis County, Texas, în sud-estul statului Dallas.  A fost al 5-lea copil din cei 7 copii ai lui Henry Basil Barrow (1874–1957) și Cumie Talitha Walker (1874–1942). Familia s-a mutat în Dallas la începutul anilor 1920. Clyde, un tânăr mic și neînsuflețit, a urmat școala până la vârsta de 16 ani, având ambiția de a deveni muzician, știind să cânte la chitară și saxofon.  Cu toate acestea, sub influența fratelui său mai mare, Buck, Clyde s-a orientat spre o viață plină de crime. Începând cu hoția măruntă, a trecut repede la furatul mașinilor, escaladând către tâlhărie de arme.  A fost arestat pentru prima dată la 17 ani, în 1926, după ce a fost alergat de poliție pentru nereturnarea unei mașini pe care o închiriase.  A urmat să își cunoască parteneră în crime în 1930, în timp ce fusese eliberat din închisoare și de atunci au devenit de nedespărțit.  Bonnie Parker a fost cea care l-a ajutat să evadeze din închisoare în 1932.

## Jafurile lui Bonnie & Clyde
După ce a evadat din închisoare în 1932, Bonnie și Clyde au început să călătorească într-un Ford V8 Sedan furat din Texas, către New Mexico și Oklahoma, apoi în Missouri, Iowa, Ohio, Michigan, Illinois și Indiana, jefuind orice tip de afacere, de la bănci, magazine hardware, la benzinării.  Pe traseul acestora, au ucis 12 persoane, inclusiv 9 agenți de forță în 3 state diferite.  Răpirea unui bărbat și a unei femei din Lousiana, împreună cu furtul unei alte mașini Ford, au atras atenția Biroului Federal de Investigații.  În timpul călătoriei acestora, au fost capturați de forțele de ordine de cel puțin 2 ori, dar au evadat de fiecare dată, continuându-și activitățile criminale.  
În ianuarie 1934, cei doi au atacat ferma închisorii Easthem din Texas , pentru a-l elibera pe Raymond Hamilton și un alt prizonier, Henry Methvin. 
Oficialii, conduși de Francis Hamer, fost ranger în Texas și agentul special al FBI-ului, L.A. Kindell, i-au găsit pe Parker și Clyde la ferma tatălui lui Methvin, lângă Arcadia, Louisiana.  Hammer a organizat o ambuscadă pe marginea drumului în Gibsland, Louisiana și pe 23 mai, 1934, Clyde  și Parker au fost uciși de 167 de gloanțe.  Cadavrele au fost duse în Arcadia și expuse ulterior în Dallas, înainte de a fi îngropate în locurile de înmormântare. 

## Cultura populară
Ani mai târziu, Bonnie și Clyde au fost uneori asociați cu caracterul lui Robin Hood. Aventurile acestora au devenit baza a peste o jumătate de duzină de filme, în special filmul Bonnie & Clyde din 1967, cu Warren Beatty și Faye Dunaway, în rolul personajelor principale.  Erau de asemenea comparați cu figuri criminale din perioada Marii Depresii, John Dillinger și Al Capone. În ciuda imaginii glamourizante create acestora, ambii erau criminali nemiloși, fără remușcări și o conștiință socială.